# Ásfendos
Ásfendos, en grec moderne : Άσφενδος, ou Asféndou (grec moderne : Ασφένδου), est un village du dème de La Canée, en Crète, en Grèce. Selon le recensement de 2011, la population d'Ásfendos ne compte plus d'habitant. Le village est utilisé comme résidence d'été par les habitants des villages voisins. Il est situé à une altitude de 770 m, dans une cuvette des Lefká Óri (Montagnes Blanches).

## Recensements de la population
| Recensements | 1900 | 1920 | 1928 | 1940 | 1951 | 1961 | 1971 | 1981 | 1991 | 2001 | 2011 |
| ------------ | ---- | ---- | ---- | ---- | ---- | ---- | ---- | ---- | ---- | ---- | ---- |
| Population   | 187  | 0    | 14   | 40   | 0    | 9    | 0    | 27   |      | 0    | 0    |